# Войтович, Василий Ермолаевич
Войто́вич Васи́лий Ермола́евич (1891 — 1917) — красногвардеец Рогожского района Москвы.
Сын железнодорожного сторожа с Винничины.
Работал подпаском, рабочим вагонного участка станции Могилёв-Подольский, завода Келлера, проводником на Львовском железнодорожном узле.
Дважды увольнялся за распространение большевистских листовок.
В 1915 году призван в царскую армию. Служил в железнодорожном полку, охранявшим участок дороги Петроград — Царское село.
В дни Февральской революции (1917) участвовал в создании солдатского комитета своего полка и в аресте царя Николая II и его семьи.
В апреле 1917 года с группой солдат запасного железнодорожного полка командирован в Москву в Главные вагонные мастерские Московско-Курской железной дороги. Работал молотобойцем.
В октябрьские дни 1917 года с отрядом красногвардейцев этих мастерских участвовал в боях за Алексеевское военное училище в Лефортово.
Погиб при наступлении на Кремль на улице Варварка.
Похоронен у Кремлёвской стены.

## Память

Монумент В. Войтовичу на шоссе Энтузиастов

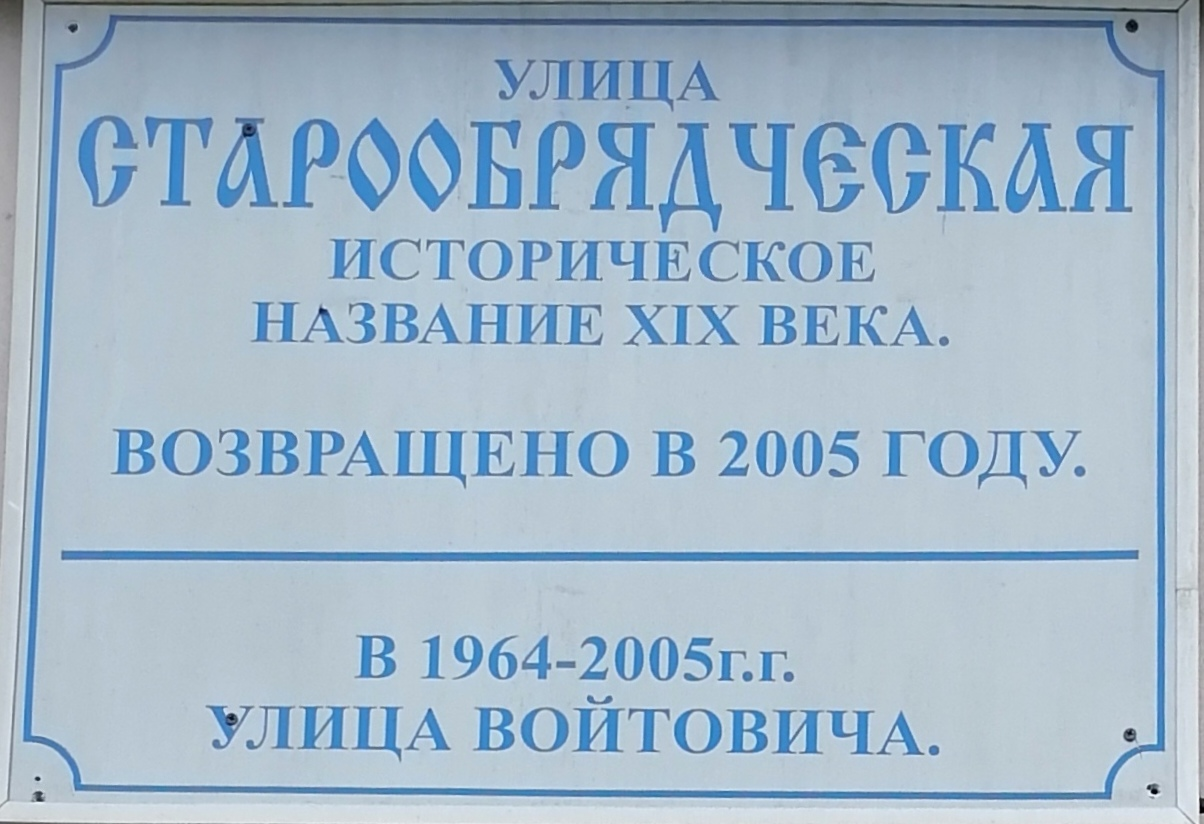
Мемориальная доска на д. 28А по Старообряческой улице

Имя Войтовича было присвоено Московскому вагоноремонтному заводу (бывшие Главные вагонные мастерские Московско-Курской железной дороги) и его клубу, детской библиотеке № 71.
В 1964 году его именем была названа бывшая Старообрядческая улица в районе шоссе Энтузиастов, в 2005 году улица снова переименована в Старообрядческую.
Его именем названы улицы в городах Реутов, Могилёв-Подольский.